# ホンダ・XLX250R
XLX250R（エックスエルエックス250アール）は、本田技研工業がかつて製造販売したオートバイである。

## 車両解説
1983年4月11日発表、同月12日発売。型式名MD08。1981年11月より販売されていた排気量250㏄（軽二輪）クラスのデュアルパーパスモデルMD03型XL250Rからフルモデルチェンジされた後継車として、XLシリーズの中でも「究極」を意味するXを車名3文字目に付帯させた。
車体では、フレームこそダイヤモンド型から新設計のクロモリ鋼管製セミダブルクレードル型へ変更となったが、円筒空気ばね併用テレスコピック前輪サスペンション・プロリンク式スイングアーム後輪サスペンション・リムをアルミニウム合金製としたスポークホイールに3.00-21-4PR（前）/4.60-17-4PR（後）を装着という主構成は継承された。
また計器類はスピード・タコの角型2眼式としたほか、車体色は以下の2種類が設定された。
- █コルチナホワイト
- █フラッシュレッド

本モデル最大の変更点は、搭載されたMD08E型エンジンである。先代のXL250R用MD03E型とは空冷4ストローク4バルブSOHC単気筒エンジンというレイアウトこそ共通であるが、サブロッカーアーム・センタープラグ・半球型燃焼室を可能にし、燃焼効率と吸排気効率を大幅に向上させるためバルブを放射状に配置するRFVCが採用された。また以下の特徴を持つ。
- 本エンジンは海外向け輸出モデルでエンデューロレーサーNE01型XR350Rに搭載されていた内径x行程：84.0x61.3（mm）/排気量339ccのエンジンをベースに内径を72.0mmに縮小し[注 4] 、排気量を249㏄までダウンさせた[注 5]。このためマグネシウム製クラッチカバーやアルミ合金製キャブレターボディ[注 6]・シリンダーヘッドとトランスミッションを別々のオイルポンプで潤滑する構造なども継承された。
- 燃料供給は単気筒エンジンでありながら低速域から高速域までの吸入効率向上と俊敏なレスポンスの追求から、中低速域では1基だけ、アクセル開度が一定以上になると2基が動作するPH40型デュアルインテークキャブレターが搭載された[1][2]。このため通常のシングルキャブレター採用モデルと比較すると構成パーツが極端に多い[2]。

これらの基本構造のほか、点火装置は無接点式CDIとし、圧縮比9.8から最高出力26ps/8,500rpm・最大トルク2.2kg-m/ 7,500rpmのスペックをマークした。
マニュアルトランスミッションは常時噛合式6段であるが、MD03型XL250R用とはギア比が異なる。また始動方式はプライマリーキックとされた。

### 遍歴
本モデルは、日本国内のみならず海外向け輸出仕様も製造されたが、デュアルキャブレター調整の難易度が高いことから、本田技研工業では1984年一杯で生産を中止。1985年にはRFVCは継承しつつシングルキャブレターに改良し、内径x行程：75.0x56.5（mm）/排気量249ccへ変更した新設計のMD16E型エンジンを搭載するXLR250Rへのフルモデルチェンジを実施した。
なおXLXの車名は、本モデル以外に海外向け輸出仕様としてXLX350Rが1987年 - 1991年に製造販売された。